# コンスタンティノス5世
コンスタンティノス5世“コプロニュモス”（ギリシア語: Κωνσταντῖνος Εʹ ὁ Κοπρώνυμος, Kōnstantinos V ho Koprōnymos、718年 - 775年9月14日）は、東ローマ帝国イサウリア王朝の第2代皇帝（在位：741年 - 775年）。同王朝初代皇帝レオーン3世の子。ハザール出身のチチャクを皇后としている。
741年、父レオーン3世の死により即位する。しかし即位の翌年、義理の兄弟であったアルタヴァストスに反乱を起こされて、一時皇位を追われてしまった。しかし皇帝として即位したアルタヴァストスはイコン擁護政策を採用したため、小アジアの国民の支持を得ることができず、小アジアのテマ（軍管区）の支持を受けたコンスタンティノスは都へ進軍してアルタヴァストスを破り、翌743年に皇帝に復位した。
コンスタンティノスは軍事に優れた手腕を発揮し、ウマイヤ朝の衰退に乗じて北シリアまで兵を進め、またアルメニアやメソポタミアでも大勝して国境を東へ押し戻し、東方で主導権を握ることに成功した。さらに帝国北西部でたびたび国境を侵していたブルガリアに9度も親征を行ない、多くの勝利を収めた。ただし東方やブルガリアに集中せざるを得なかったため、751年北イタリアにおける最後の帝国領・ラヴェンナをランゴバルド族に占領された。これによってユスティニアヌス1世以来の東ローマ帝国によるイタリア中・北部における支配は終わり、ローマ教皇庁は帝国から離反・自立を図るようになってしまった。
内政においては、父帝の始めた聖像破壊運動を一層推し進め、反対派の聖職者などを非常に厳しく弾圧・処刑した。このため、後に聖職者達により「コプロニュモス」（糞）という非常に不名誉なあだ名をつけられることになった。これはもともと彼が幼児洗礼を受けた際に、大便を漏らして洗礼盤を汚してしまったことによる。
それでも、数々の戦勝により同時代の民衆や軍からは軍神のごとく称えられていたという。また、皇帝直属の中央軍（タグマ）を編成したのも彼の功績である。775年、ブルガリア遠征中に陣没し、このためブルガリア問題を最終的に解決することは出来なかったが、ブルガリアを疲弊させることには成功した。811年にニケフォロス1世がブルガリアとの戦いで死亡した際、敗北の知らせを聞いた首都の住民がかつてブルガリアとの戦いに勝利したコンスタンティノス5世の墓に詰め寄り、どうか生き返って国家の危機を救ってほしいと懇願したという。